# 知識轉譯
知識轉譯（Knowledge translation）簡稱KT，是將实验室、学术期刊及學術研討會中的研究轉換到可以將研究應用在實務的人員或組織的行動。知識轉譯最常用在醫療衛生科學中，包括医学、护理学、藥物學、物理治療及公共卫生。
依轉譯的知識不同，知識的「實務使用者」可能是醫師、護理人員、教師、學校管理者、職能治療師或是物理治療師、議員、流行病学研究者、社區的醫療工作者或是病患。
知識轉譯不是一個行動，而是許多行動的總和，會依照研究種類、時間尺度、以及目標受眾而不同。

## 定義
最廣為使用的知識轉譯定義是2000年由加拿大衛生研究院（CIHR）提出的：「知識轉譯（KT）可定義為動態及反覆的過程，內容包括知識的合成、傳播、交換以及符合道德規範的應用，目的是為了促進加拿大人的健康、提供更有效的醫療服務及產品、強化醫療系統。」
美國殘障傳播研究中心（NCDDR）以CIHR的定義為基礎，在2005年發表了以下知識轉譯的定義：「針對高品質殘障及復健研究的協作、系統性回顧、評估、識別、整合及實務應用，這些是由主要利益相關者（也就是消費者、研究者、醫療從業人員、政策訂定者）來進行，目的是為了促進殘障者的生活。」
Graham等人在2006年同意在知識轉譯活動領域，相關詞語的氾濫，記錄了33個不同的衛生研究資助機構在其出版物中使用的29個不同的名稱，包括知識移轉（knowledge transfer）、知識動員（knowledge mobilization）、知識交換（knowledge exchange）、實現（implementation）以及轉譯研究（translational research）。
NCDDR在2007年重新出版了Pimjai Sudsawad所作的概述，之後由威斯康星大學麥迪遜分校（現由美國教育部）出版，名稱是"Knowledge Translation: Introduction to Models, Strategies, and Measures"。簡介中列出了自1976年來許多在發展的知識轉譯模型，包括Stetler研究利用模型（Stetler Model of Research Utilization）、協調實施模型（Coordinated Implementation Model）、衛生服務研究實施促進行動（Promoting Action on Research Implementation in Health Services、PARIHS）框架、研究利用渥太華模型（Ottawa Model of Research Utilization、OMRU）以及知識到行動（Knowledge to Action、KTA）行動框架。

## Twitter上的知識轉譯
Chew和Eysenbach曾在H1N1流感爆發時，用Twitter資料進行了知識轉譯的開創性研究：他們發現Twitter上使用「H1N1」的比例慢慢增加，使用「豬流感」的比例慢慢減少，因此推測媒體在詞語的選用上（用H1N1，不用較不正式的「豬流感」）也影響了大眾的語言。最近，Budhwani和Sun進行一個研究，研究在Twitter上越來越多人用「中國病毒」來指稱新冠病毒的情形，其結論是「在tweet上用Chinese virus或China virus來指稱新冠病毒的情形越來越多，再加上其中的內容，表示在網路上已經出現了知識轉譯，而COVID-19的污名可能會持續的在Twitter上出現。」

## 歷史
知識轉譯的活動可以追溯到因1914年史密斯槓桿法所進行的农业推广活動。史密斯槓桿法建立了美國赠地大学和美国农业部（USDA）在农业推广上的關係。以赠地大学為據點的农业推广人員提供種子發育、土地管理以及畜牧業的資訊給農民以及牧場主。
NCDDR在其技術簡報#10 2005中有提到：「知識轉譯是一個比較新的名詞，用來描述一個比較舊的問題，在醫療系統中對於實證研究的使用不足，實證研究的使用不足常表示在『已知道的』和實務上『正在進行的』之間的落差。」
至少在1960年代中期，就已經針對醫療機構對於研究的使用進行評估,不過近25年來，組織對於這個長久存在問題的關注越來越多。1989年時，美国卫生及公共服务部建立了健康照護研究及品質機構（AHRQ）。加拿大政府在1997年建立了加拿大衛生服務研究基金會（CHSRF），現在稱為加拿大醫療保健改善基金會（CFHI）。加拿大政府在2000年將幾個機構合併成為加拿大衛生研究院。美國國家衛生院 建立了臨床和轉譯科學獎，目前資助全國六十個醫學學術機構。醫學研究資助者的角色越來越多著重在如何將實證移往醫療實務，減少研究以及實現之間的時間差。
最近，Moloney, Taylor和Ralph有針對知識轉譯中，訊息過濾的挑戰，提出了「溢洪道模型」，目的在控制資訊流，促進醫療研究的實現。其他近期的研究關注設計製品（design artefacts ）的作用，例如草圖、視覺呈現以及原型，這些可以支持在研究及發展專案時需要的知識轉譯。

## 延伸閱讀
- D. Cameron, J.N. Lavis, G.E. Guindon, T. Akhtar, F. Becerra-Posada, G.D. Ndossi, B. Buopha, Research to Policy & Practice Study Team [S.J. Hoffman]. 2010. "Bridging the Gaps among Research, Policy and Practice in Ten Low- and Middle-Income Countries: Development and Testing of a Questionnaire for Researchers," Health Research Policy and Systems 8(4): 1–8. doi:10.1186/1478-4505-8-4.
- G.E. Guindon, J.N. Lavis, B. Buopha, G. Shi, M.F. Sidibe, B. Turdaliyeva, Research to Policy & Practice Study Team [S.J. Hoffman]. 2010. "Bridging the Gaps among Research, Policy and Practice in Ten Low- and Middle-Income Countries: Development and Test of Questionnaire for Health-Care Providers," Health Research Policy and Systems 8(3): 1–9. doi:10.1186/1478-4505-8-3.